# Tupolev Tu-126
Le Tupolev Tu-126 Moss est un avion soviétique de guerre électronique basé sur la cellule du Tupolev Tu-114.

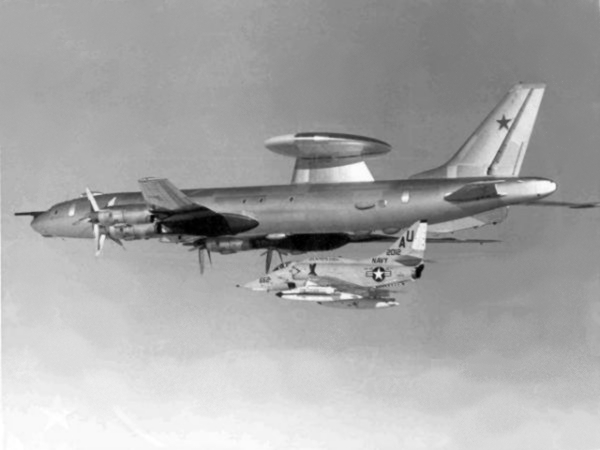
Un A-4 Skyhawk interceptant un Tupolev Tu-126 Moss soviétique en 1973.

## Caractéristiques
Ses quatre turbopropulseurs Kouznetsov NK-12-MV de 14 795 ch entraînent chacun deux hélices contrarotatives.
Le rotodôme est le cœur du système de détection du Moss. Le code OTAN de ce radar est le Top Hat qui est un système de surveillance tout temps apposé à l’arrière de l’appareil comme pour le E-3 Sentry AWACS. La plupart des Moss sont capables d’être ravitaillés en vol.